# (302) Clarissa
Pour les articles homonymes, voir Clarissa.
(302) Clarissa est un astéroïde de la ceinture principale découvert par Auguste Charlois le 14 novembre 1890 à Nice.